# El Talar
Ne doit pas être confondu avec El Tala
El Talar est une ville et une municipalité argentine située dans la province de Jujuy et dans le département de Santa Bárbara.

## Éducation
- École primaire : École Nº 66 Martín Miguel de Güemes ;
- École secondaire : Lycée provincial Nº 9 San Francisco de Asís ;
- Institut spécial : Éducation spéciale Nº 66 Martín Miguel de Güemes.

## Sismologie
La sismicité de la province de Jujuy est fréquente et de faible intensité, avec un silence sismique de séismes moyens à graves tous les 40 ans.
- Séisme de 1863 : bien que de telles catastrophes géologiques se produisent depuis la préhistoire, le séisme du 4 janvier 1863[1], a marqué une étape importante dans l'histoire des événements sismiques à Jujuy, classé 6,4 sur l'échelle de Richter. Mais même en prenant les meilleures précautions nécessaires et/ou en restreignant les codes de construction, aucun changement ne s'est fait ressentir[2]
- Séisme de 1948 : séisme qui s'est produit le 25 août 1848 et qui est classé 7,0 sur l'échelle de Richter, il a détruit des bâtiments et ouvert de nombreuses fissures dans de vastes zones[1],[2]
- Séisme de 2009 : apparu le 6 novembre 2009 et classé 5,6 sur l'échelle de Richter.